# 1877 en photographie
| Années de la photographie : 1874 - 1875 - 1876 - 1877 - 1878 - 1879 - 1880    |
| Décennies de la photographie : 1840 - 1850 - 1860 - 1870 - 1880 - 1890 - 1900 |

Cet article présente les faits marquants de l'année 1877 en photographie.

## Événements
- Le studio photographique Stillfried & Andersen, fondé en 1875 par le baron Raimund  von Stillfried et basé à Yokohama au Japon, rachète le studio et les fonds de Felice Beato ; il publie Vues et costumes du Japon, album qui comprend des photographies de Beato et de Stillfried[1]. À la suite de cette vente, Beato cesse d'exercer toute activité photographique pendant quelques années, se concentrant sur son activité parallèle de spéculateur financier et de négociant.
- George Eastman abandonne sa carrière d'employé de banque pour travailler dans la photographie.
- Le photographe brésilien Marc Ferrez participe à Paris aux réunions de la Société française de photographie, et lui offre son album Paysages du Brésil.
- Ogawa Kazumasa ouvre un studio photographique spécialisé dans le portrait à Tomioka au Japon.
- Adolphe Giraudon crée à Paris la Bibliothèque photographique Giraudon, maison d'édition photographique française spécialisée dans l'art[2].
- Le peintre brésilien Pedro Américo a été influencé pour son tableau Batalha do Avaí, aux coups de pinceau accentués et aux mouvements exagérés, par les photographies d'Eadweard Muybridge[3].
- L'industriel allemand Josef Rodenstock crée à Munich la firme Rodenstock, spécialisée dans la fabrication d'objectifs photographiques de haute qualité pour les appareils photographiques et les agrandisseurs (Rodagon, Sironar, Apo-Ronar, Grandagon, Apo-Sironar)[4].
- À Cormeilles-en-Parisis, son lieu de naissance, la rue Caroline est rebaptisée rue Louis Daguerre.

## Photographies notables

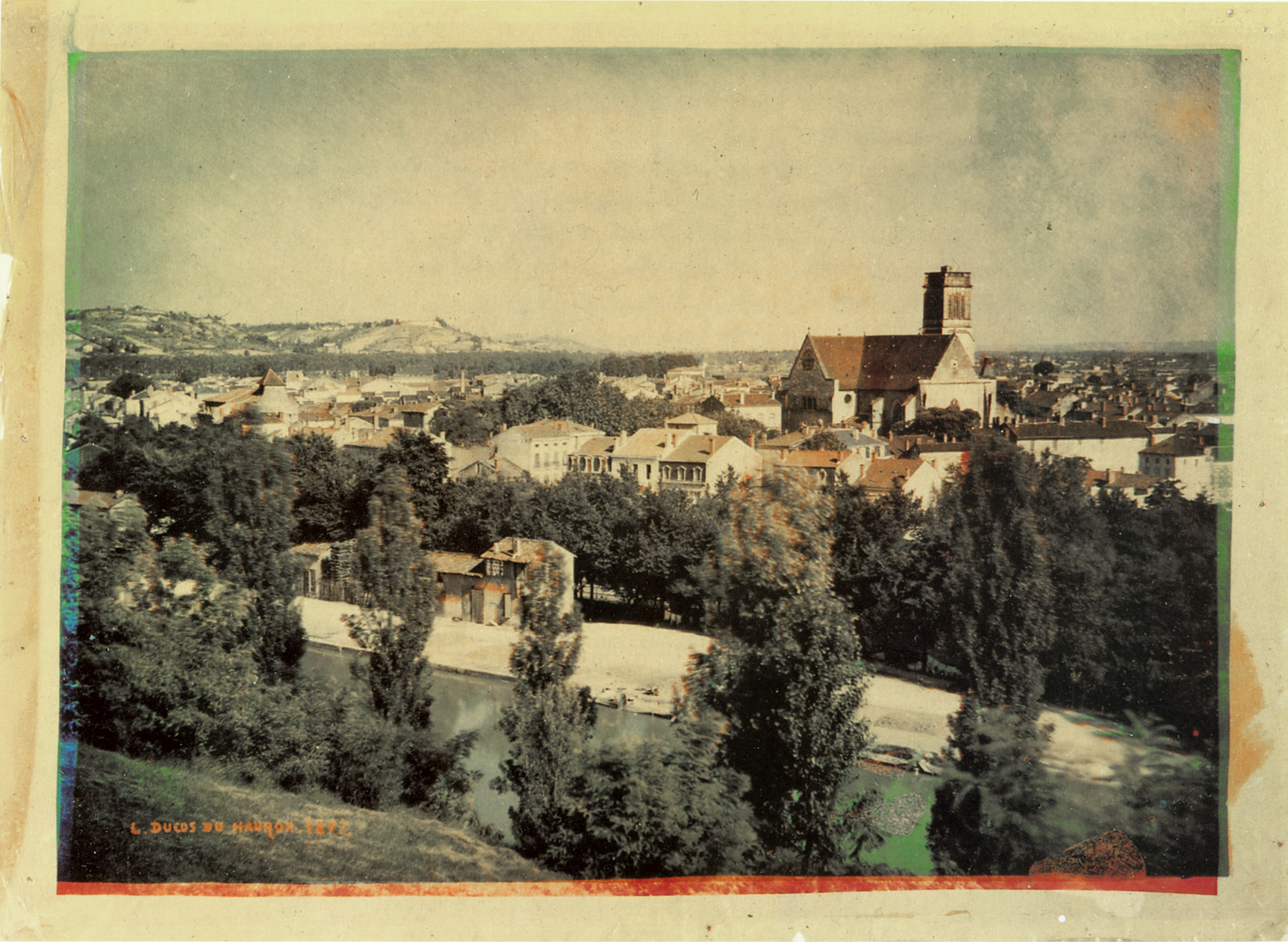
Photographie en couleurs d'Agen en 1877 par Louis Ducos du Hauron.

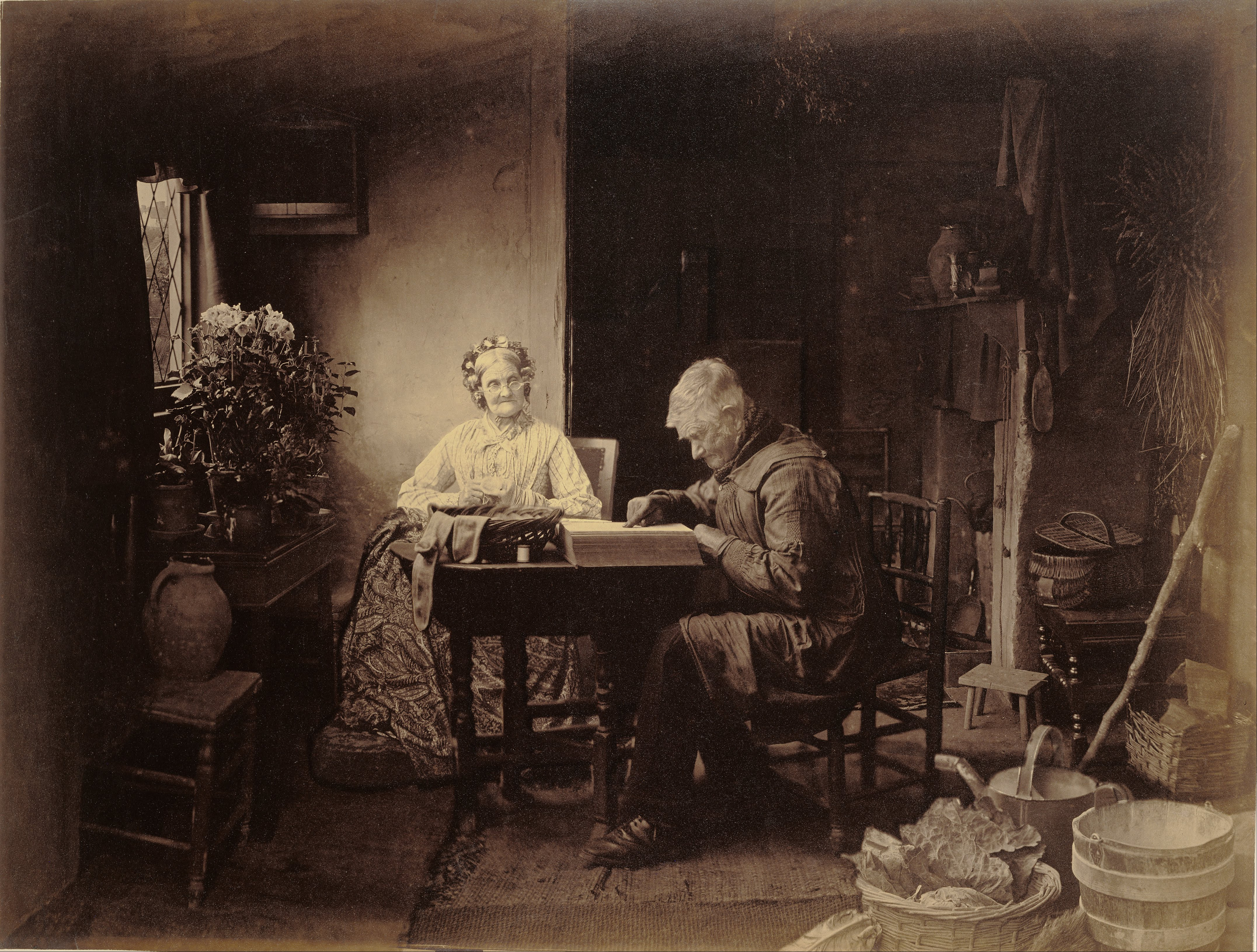
Henry Peach Robinson, When the Day's Work is Done.

- Louis Ducos du Hauron, Vue d'Agen, photographie en couleurs.
- Eadweard Muybridge, Panorama à 360° de San Francisco[5].
- Henry Peach Robinson, When the Day's Work is Done, composition à partir de six négatifs différents, tirage sur papier albuminé[6].

## Naissances
- 24 janvier : Ievgueni Slavinski, directeur de la photographie et  réalisateur russe et soviétique, mort le 23 septembre 1950.
- 3 mars : Guillaume de Jerphanion, jésuite, archéologue, linguiste et photographe français, mort le 22 octobre 1948.
- 22 mars : Maurice de Périgny, explorateur et photographe français, mort le 4 août 1935.
- 5 avril : Claro Jansson, photographe brésilien, mort en 1954.
- 24 avril : Joseph-Alexandre Castonguay, photographe canadien, mort le 22 novembre 1972.
- 29 avril : Jacob Merkelbach, photographe portraitiste néerlandais, mort le 6 février 1942.
- 9 mai : Josef Jindřich Šechtl, photographe tchèque, mort le 24 février 1954.
- 3 juin : Hugh Mangum, photographe américain, mort le 12 mars 1922.
- 24 juillet : Batty Fischer, photographe luxembourgeois, mort le 27 décembre 1958.
- 20 octobre : Émile Octave Prillot, photographe français, mort le 15 octobre 1935.
- Date précise non renseignée ou inconnue :
  - Malcolm Arbuthnot, photographe britannique, mort le 27 mars 1967.

## Décès
- 27 février : James Anderson, photographe britannique, actif à Rome, né le 11 mars 1813.
- 22 mars : Charles Aubry, dessinateur industriel et photographe français, né le 2 juin 1811.
- 18 avril : Franz Hanfstaengl, peintre, lithographe et photographe allemand, né le 1er mars 1804.
- 16 septembre ; Marcin Zaleski, peintre et photographe français, né en 1796.
- 17 septembre : William Henry Fox Talbot, scientifique britannique, l’un des pionniers de la photographie, né le 11 février 1800.
- 13 octobre : Jules Itier, photographe français, né le 8 avril 1802.
- 30 octobre : Augusto Stahl, photographe brésilien, né le 23 mai 1828.
- 31 décembre : Adolphe Braun, photographe français, né le 13 juin 1812.

- Date précise non renseignée ou inconnue : 
  - Luigi Montabone, photographe italien (date de naissance inconnue).

## Célébrations
Centenaire de naissance
- Bernard Courtois